# Xe tăng Black Eagle

Đặc điểm chính của Black Eagle

Xe tăng Black Eagle ("Đại bàng đen") (tiếng Nga: Чёрный Орёл, Chyorny Aryol, hay Obyekt 640) là mẫu xe tăng Nga đang được thử nghiệm và chỉ chuyên dùng cho xuất khẩu. Nó là một bản nâng cấp của chủng T-80U và dự đoán sẽ là đối thủ cạnh tranh của T-95, cũng là mẫu tăng thử nghiệm khác của Nga. Các chuyên gia quân sự đánh giá, giống như T-95, Black Eagle thể hiện một lối đi mới của các nhà thiết kế quân sự Nga, và qua đó chúng ta cũng có thể lờ mờ thấy được tương lai của ngành sản xuất xe tăng.

## Lịch sử phát triển
Ngay từ thập niên 1980, Liên Xô đã có kế hoạch phát triển những mẫu xe tăng mới thay thế cho các mẫu tăng chủ lực hiện hành là T-72 và T-80. Đầu tiên là "kế hoạch 195" (Obyekt 195), tức là mẫu T-95 hiện được nghiên cứu tại Niznhy Tagil và được giao cho nhà máy Uralvagonzavod sản xuất. Còn "kế hoạch 640", hay xe tăng Black Eagle, thì do Cục Kirov Plant (LKZ) ở Leningrad đảm nhận thiết kế, dựa trên mẫu T-80U. Sau khi LKZ đóng cửa, nó lại được bàn giao cho cục KBTM ở Omsk vào cuối thập niên 1990.
Tháng 9/1997, một mô hình mẫu Đại bàng đen lần đầu tiên được trưng bày tại buổi triển lãm quân đội VTTV lần 2 ở Omsk. Mẫu xe tăng trưng bày có thùng xe dựa trên mẫu T-80U, tháp pháo và súng chính rất lớn, được che khuất bởi các mảnh vải bạt và lưới dùng để ngụy trang. Một mô hình khác xuất hiện trong buổi triển lãm ở Siberia vào tháng 6/1999, với thùng xe dài hơn gồm 7 bánh xích (T-80 chỉ có 6).

## Đặc điểm
- Được phát triển từ T-80U, thân xe của Black Eagle rất giống với T-80, nhưng dài hơn và có nhiều hơn 1 cặp bánh xe để tổ lái cách xa phía sau xe, tránh được điểm yếu chết người của dòng tăng Liên Xô. Giáp composite của Black Eagle rất dày (400 mm) và nó cũng sẽ trang bị gạch ERA nhãn hiệu Kaktus. Độ dốc phía trước thùng xe và tháp pháo được thiết kế để tăng tối đa độ bảo vệ. Có thể Black Eagle sẽ to và nặng hơn T-80 (dự đoán lên tới 50 tấn), vì vậy nó cần một động cơ khỏe hơn để còn giữ danh hiệu "xe tăng bay" của dòng họ mình. Sức kéo của động cơ có thể tới 25-30 mã lực/tấn.
- Giống T-95, Black Eagle đã từ bỏ kiểu tháp pháo tròn truyền thống của Liên Xô. Nhưng trong khi T-95 có tháp pháo rất thấp thì Đại bàng đen lại có tháp pháo "ngoại cỡ" hình hộp được thiết kế giống phương Tây. Hệ thống nạp đạn tự động kiểu mới APFSDS được lắp đặt trong phần khung lót của tháp pháo, có thể nạp đạn rất nhanh giúp tăng tốc độ bắn liên tiếp (10-12 viên/phút). Hòm đạn của Black Eagle được thiết kế tách biệt với khoang chính, vì vậy nếu nhỡ hòm đạn bị nổ thì tổ lái cũng không bị mảnh đạn văng trúng. Những cải tiến trên cũng góp phần giảm chiều cao của nó so với T-80 cũ. Các mô hình thử nghiệm trang bị súng chính 125 mm 2A46M, nhưng dự đoán T-80UM2 sẽ có pháo cỡ lớn như T-95, có thể lên đến 152 mm.
- Black Eagle cũng có thể trang bị các hệ thống bảo vệ tích cực như Drozd-2 APS và Arena. Ngoài ra, do có hệ thống định vị toàn cầu GPS nên Black Eagle dễ đàng được điều khiển và hõ trợ tối đa từ trên không. Hệ thống chống cháy tự động, phun khói, nhiễu cũng làm cho T-80UM2 tăng thêm tính năng tự bảo vệ.

## Các phiên bản
- T-80UM2 Chronyl Oryol: mẫu tăng thử nghiệm với tháp pháo kiểu phương Tây, hòm đạn thiết kế tách biệt với khoang chính, hệ thống nạp đạn mới, gạch ERA Kaktus, hệ thống ngắm mới cùng một số cải tiến khác.
- T-80UM2 Dessert Eagle: mẫu thử nghiệm dựa trên mẫu mô hình thứ hai của Chronyl Oryol. Có thùng xe dài hơn (7 cặp bánh xích), hệ thống KAZT Drozd-2. Mẫu này dự đoán chỉ chuyên dùng để xuất khẩu.